# جويس جيلكريست
جويس جيلكريست (بالإنجليزية: Joyce Gilchrist)‏ هي كيميائية أمريكية، ولدت في 11 يناير 1948، وتوفيت في 14 يونيو 2015.